# Ninja Blade
Ninja Blade (ニンジャブレイド) est un jeu vidéo d'action développé par FromSoftware, sorti en 2009 sur Xbox 360 et Windows.

## Accueil
- 1UP.com : C–[1]
- Eurogamer : 7/10[2]
- Famitsu : 32/40[3]
- Gameblog : 8/10[4]
- Gamekult : 5/10[5]
- GamePro : 5/5[6]
- GameSpot : 7,5/10[7]
- GameZone : 6/10[8]
- IGN : 6,5/10[9]
- Jeuxvideo.com : 14/20[10]